# Flughähne
Die Flughähne (Dactylopteridae, (gr.) dactylos Finger, pteron Flügel, ptēnos befiedert.) sind eine aus zwei Gattungen mit sieben Arten bestehende Familie der Echten Knochenfische (Teleostei). Flughähne leben im tropischen Indopazifik, im Atlantik sowie im Mittelmeer. Ihr charakteristisches Merkmal sind die großen, flügelartigen Brustflossen, die sie zum Nahrungserwerb (Scheuchen), zur Balz und zum Drohen benutzen. Fliegen können sie damit – trotz anderslautender, phantastischer früherer Reiseberichte – nicht, zumal sie schon größte Mühe hätten, (ohne Schwimmblase) zur Wasseroberfläche aufzusteigen.

## Merkmale
Flughähne erreichen eine Maximallänge von 50 Zentimeter. Ihr Kopf ist verknöchert, breit und mit Kielen und je einem langen Praeopercularstachel besetzt. Die Schuppen sind schildartig. Die Brustflossen sind enorm vergrößert sehr breit und lang und bunt. Sie werden von 28 bis 37 Flossenstrahlen gestützt, wobei die innersten Flossenstrahlen frei stehen (zum Graben, Kratzen und Erforschen im Sand und zum Umdrehen von Steinchen verwendet).  Vor den (zwei) Rückenflossen befinden sich zwei isolierte Dorsalis-Stacheln. Die Bauchflossen sind brustständig und werden von einem Stachel und vier Weichstrahlen gestützt. Sie werden zum „zweibeinigen Laufen“ auf dem Meeresgrund mit abwechselnden Bewegungen benutzt. Ein Seitenlinienorgan fehlt. 22 Wirbel. Giftdrüsen oder sekretausleitende Flossenstachelfurchen fehlen.

## Systematik
Wie die Knurrhähne (Triglidae) geben auch die Flughähne bei Bedrohung knurrende, grunzende Geräusche von sich. Mit jenen näher verwandt sind sie aber nicht, da die alte (Cuviersche) Ordnung der „Scleroparei“ (Panzerwangen (Scorpaeniformes)) aufgelöst wurde und die Flughähne von einigen Forschern schon seit längerem in eine eigene Ordnung, Dactylopteriformes, gestellt wurden. In letzter Zeit sprechen DNA-Vergleiche für eine Zuordnung der Tiere zu den Seenadelartigen (Syngnathiformes).

## Arten
Es sind sieben Arten in zwei Gattungen bekannt.
- Dactyloptena
  - Dactyloptena gilberti, Snyder, 1909
  - Dactyloptena macracantha (Bleeker, 1854)
  - Dactyloptena orientalis (Cuvier, 1829)
  - Dactyloptena papilio Ogilby, 1910
  - Dactyloptena peterseni (Nyström, 1887)
  - Dactyloptena tiltoni, Eschmeyer, 1997
- Dactylopterus
  - Dactylopterus volitans (Linnaeus, 1758)